# 雪菲爾哈倫大學

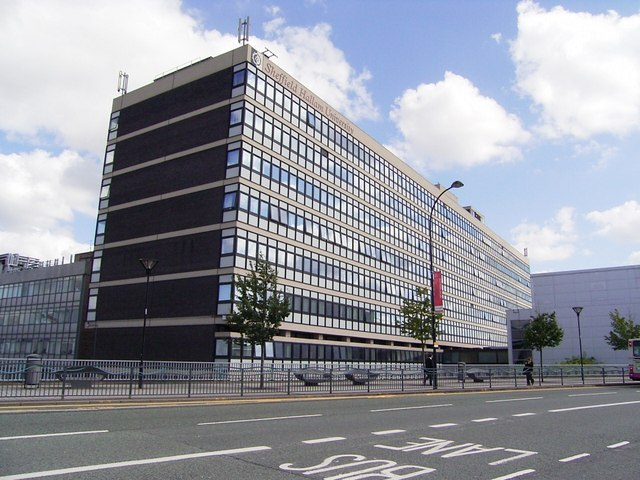
Owen Building.

雪菲爾哈倫大學（英語：Sheffield Hallam University），又译谢菲尔德哈莱姆大学、謝菲爾德哈勒姆大學，簡稱SHU。為英格蘭南約克郡雪菲市兩所大學之一。學校位於兩處，一個位於市中心，靠近雪菲鐵路車站，另一個在兩哩遠外，位於雪菲的西南部。成立於1843年，最初為設計學院，后于工业革命改为雪菲爾城市工业学院。並於1992年根據英國高等教育法案(UK Further and Higher Education Act 1992)成為當時升格為大學的三十五所理工學院之一。直至2010年該校學生人數全英國排名第四，排於公開大學，曼徹斯特大學及曼徹斯得都會大學之後，有約三萬四千名學生和4,000名員工；當中有約二千名國際學生。自1995年以來，該校已投資約1.15億英鎊於教學及建築設備上，至2010年以前，該校仍計畫投資7000萬英鎊持續建設校內資源與設施。

## 相關網站
- 谢菲尔德哈勒姆大学 （页面存档备份，存于）（中文）
- 英国教育官方網站(中文版)
- 雪菲爾哈倫大學官方網站(英文版) （页面存档备份，存于）